# KiX
KiX (Eigenschreibweise, auch: KIX) nennt sich eine Gruppe unabhängiger, multi-medial arbeitender Künstler, die als Kollektiv vor allem in den 1990er-Jahren in Hanau aktiv waren. KiX war auch der Titel eines von der Gruppe herausgegebenen Comicheftchens, das den zentralen Bezugspunkt des Schaffens der Gruppe darstellte. Darüber hinaus spielten die Künstler in verschiedenen Bands, so beispielsweise der Punkrock-Band Kaktuxxe. Des Weiteren veröffentlichte die Gruppe auch Kurzfilme, Hörspiele und Akustik-Comics, Musikkassetten und Schallplatten. Um ihre Comics zu veröffentlichen, gründeten die Künstler 1991 den Verlag KiX Multimedia, den sie allerdings 1995 mit der letzten Nummer der KiX-Comics wieder auflösten. Zahlreiche spätere Veröffentlichungen der Künstler erschienen aber weiterhin unter dem Signet KiX Multimedia.
Die Gruppe, die sich zuweilen auch KiX Family nannte, bestand hauptsächlich aus fünf Künstlern, die aber im Laufe der Jahre unter dem Signet KiX mit einer unüberschaubaren Anzahl von weiteren Künstlern zusammenarbeiteten. Die zentralen Personen und treibenden Kräfte hinter KiX arbeiteten stets unter Pseudonymen. Im Einzelnen waren dies dÖz (Eigenschreibweise; auch: Der Öla Zund; bürgerlicher Name Manutchehr Ghassemlou), herrjoergritter (Eigenschreibweise; auch: J.R.; bürgerlicher Name: Jörg Ritter), die Brüder Raul C.O. Kauke (auch: Raul; bürgerlicher Name Carsten Kauke) und tvuzk (Eigenschreibweise; bürgerlicher Name: Torsten Kauke) sowie Rautie (bürgerlicher Name: Michael Rautenberg). Neben verschiedenen Comics übte vor allem die Punk-Kultur einen großen Einfluss auf die Gruppe aus und sie versuchten die Haltung des Punk auch im Medium Comic umzusetzen. Die Gruppe folgte dabei meist den Prinzipien des Do it yourself und veröffentlichen ihre Arbeiten zumeist im Selbstverlag. Zeitweise lebten einige der an KiX beteiligten Künstler Anfang der neunziger Jahre in einer Wohngemeinschaft zusammen.

## KiX Comics
1990 veröffentlichte eine Gruppe von Freunden in Hanau ein Stadtmagazin mit dem Titel Banane. Da das Magazin, das sich hauptsächlich mit Punkrock und der Independent-Kultur jener Jahre beschäftigte, beim Publikum nicht ausreichend Anklang fand, wurde die Produktion der Banane 1990 eingestellt. Rautenberg, Ritter und die Kauke-Brüder, die als Redakteure und Illustratoren bei der Banane tätig waren, beschlossen daraufhin, ein regelmäßiges Comicmagazin herauszugeben. Mit der letzten Nummer der Banane erschien im Dezember 1990 die 0-Nummer von KiX. Ab April 1991 erschienen die KiX-Heftchen bis 1995 regelmäßig in 29 Ausgaben. Neben den Comics von Rautenberg, Ritter, Ghassemlou und den Kauke-Brüdern, erschienen in dem Magazin regelmäßig Arbeiten von Klaus Cornfield, der auch einige Cover gestaltete, Hannes Neubauer, Nicolas Kaiser, Oliver Husain und anderen.
Die Macher des Heftes nannten den anarchischen Stil ihrer Comics selbst „Playmobilismus“. Die Offenbach Post hob die „skurrilen Ideen“ und den „provokanten Stil“ der Hefte hervor, in denen es „von Makabrem und schwarzem Humor wimmelt“. Die KiX-Comics „beeindrucken durch die Kraft der Bilder" und seien "teilweise so abgedreht, dass nicht alle Comicverkäufer sie in ihr Sortiment aufnehmen“ stellte Ullrich Mattner 1992 in der Frankfurter Rundschau fest. KiX war trotz teilweise geringer Verkaufszahlen ein einflussreicher Underground-Comic und „prägte und zelebrierte eine amateurhaft anmutende, von absurdem Humor geprägte Strichmännchen-Kultur, die heute oft und gerne imitiert wird“, wie das Gratis Comic Tag Magazin 2013 konstatierte.
Insgesamt erschienen außer der 0-Nummer 30 Hefte im Piccolo-Format sowie eine Audiokassette, da drei verschiedene Hefte mit #25 nummeriert waren und KiX #26 kein Comicheft war, sondern ein Tape mit hörspielartigen "Akustik Comics". Darüber hinaus erschienen 1992 ein KiX Sonderband, sowie ein Heft unter dem Titel KiX Exxtra und der „Comic Akustik Reader“ Insekt, eine Comic-Anthologie, der eine 7″ EP mit Songs der KiX-Bands Kaktuxxe, Fishkicks und Holly Golightly beigelegt war.
Neben den regulären KiX-Comics erschienen von 1993 bis 1998 eine Reihe von Einzelbänden, die jeweils Arbeiten eines einzelnen KiX-Künstlers präsentierten. Zu den Veröffentlichungen gehörten unter anderem die sieben Hefte umfassende Serie Die kleine Hexe von Carsten Kauke, fünf Hefte von Jörg Ritters Serie Nihilisten Lisl, sowie zehn Ausgaben der KiX Books, die Geschichten von Michael Rautenberg enthielten. Auch von Torsten Kauke und Manutchehr Ghassemlou erschienen mehrere Hefte.
Von 1997 bis 2002 veröffentlichte Carsten Kauke wöchentlich KiX Minni, handkopierte Minicomics die kostenlos erhältlich waren. KiX Minni enthielt vorwiegend Comics von Carsten Kauke, einzelne Ausgaben waren allerdings von anderen KiX-Künstlern gestaltet. Es erschienen über 200 Ausgaben von KiX Minni. Diese Anzahl wurde vermutlich von wenigen anderen Underground-Comix erreicht.
In den KiX Minnis erschienen auch erstmals Sammlungen von Willy the Kid, einer Figur, die Carsten Kauke und Michael Rautenberg erschaffen hatten. Die von Kauke geschriebenen und von Rautenberg gezeichneten Geschichten erschienen von 1996 bis 2019 wöchentlich als Zeitungsstrips im Hanauer Anzeiger. Es erschienen verschiedene Hefte und Alben von Willy the Kid. Die beiden Künstler fertigten auch verschiedene animierte Willy-the-Kid-Videoclips an. 2019 wurde das Heft Willy the Kid #25: Alles im grünen Bereich beim Comicfestival München mit dem ICOM Independent Comic Preis als bestes Kurzcomic ausgezeichnet.
Carsten Kauke und Rautenberg erschufen auch die Serie Familie Rappelrübe, die seit 2002 regelmäßig in dem Offenbacher Familienmagazin Rappel-Post erscheint. Die Rappelrübe-Geschichten erschienen von 2015 bis 2016 auch wöchentlich in der Frankfurter Allgemeinen Zeitung. Auch von Familie Rappelrübe erschien ein Sammelband.

## KiX Bands
Bereits 1989 hatten Ghassemlou (Gesang), Torsten Kauke (Gitarre) und Carsten Kauke (Bass) mit dem Schlagzeuger Florian Dröse und dem zweiten Gitarristen Stefan „Pepi“ Duris die Band Kaktuxxe (Eigenschreibweise; gesprochen: Kaktusse) gegründet. Auch Rautenberg war als Visual Artist ein festes Mitglied der Band. Während der Bandproben fertigte er Zeichnungen an, die bei Livekonzerten auf die Bühne projiziert wurden. Neben den KiX Comics waren die Kaktuxxe sicher das populärste Projekt der Gruppe. Anfang der neunziger Jahre gehörten die Kaktuxxe neben Acts wie U.F.D., Reverend Schulzz und Robsie Richter zu den Aushängeschildern der Hanauer Punk- und Musikszene. Sie veröffentlichten mehrere Tonträger und spielten Konzerte im gesamten Bundesgebiet. 1995 lösten die Kaktuxxe sich auf. 2013 veröffentlichte Torsten Kauke eine Jubiläums-Edition der Kaktuxxe-LP Chicagazelle von 1991. Die Edition umfasst fünf CDs, die neben der Original-LP zahlreiche unveröffentlichte Songs, sowie Proberaum-, Demo- und Liveaufnahmen enthalten.
Von 1990 bis 1993 bildeten Torsten Kauke (Gesang, Gitarre) und Carsten Kauke (Gesang, Bass) mit dem Kaktuxxe-Schlagzeuger Flo Dröse die Poppunk-Band Fishkicks. Nach einigen Liveauftritten und der Veröffentlichung eines Tapes und einer 7″-EP lösten die Fishkicks sich auf. Nach der Auflösung der Fishkicks wechselte Carsten Kauke an die Gitarre und mit Schlagzeuger Dröse gründete er die Band Thrillkids, die von 1993 bis 1998 aktiv war. Ergänzt wurde die Formation von der Bassistin Swantje Habermann und dem Gitarristen Mica Weiss, der allerdings 1997 von Torsten Kauke (Synthesizer) ersetzt wurde. Eine weitere KiX-Band war Holly Golightly, in der neben Torsten Kauke am Bass und Manutchehr Ghassemlou am Schlagzeug, auch der Kaktuxxe-Gitarrist Stefan Duris und die Sängerin Stefanie Wilkenloh spielten. Holly Golightly waren von 1991 bis 1995 aktiv. Sie veröffentlichten ein Tape und eine 7″-EP.
Nach der Auflösung von Holly Golightly startete Torsten Kauke das Electro-Punk-Projekt Superstolk 2000. Zunächst als Soloprojekt gestartet, wurde Kauke im Laufe der folgenden Jahre von verschiedenen Musikern, darunter sein Bruder Carsten, unterstützt. 2005 kam Jörg Ritter als festes Mitglied zu der Band, die seither als Duo firmiert. Den Namen des Projekts änderten die beiden in Superstolk (auch: Die Popgruppe Superstolk). Kauke spielt bei Superstolk die Gitarre und singt, Ritter steuert elektronische Beats bei. Superstolk veröffentlichten zahlreiche Tonträger, viele davon auf Kaukes eigenem Label Unpop Media, einige aber auch auf Labels wie Rustikal Records und Knorz Records.

## KiX Filme
Zwischen 1998 und 2004 produzierten KiX eine Reihe von Kurzfilmen. Carsten Kauke schrieb die Drehbücher zu diesen Filmen und führte auch Regie. Als Darsteller bzw. Synchronsprecher fungierten Rautenberg, Ritter, Torsten Kauke und andere. Geschnitten wurden die Filme von Carsten Kauke und Jörg Ritter. Die Filme basierten auf den Comicgeschichten aus den KiX-Minni-Heften. Teilweise wurden die Comicgeschichten eins zu eins in das Medium Film übertragen, so etwa bei U.F.O. (1998) oder Unsichtbar (2001). Carsten Kauke produzierte zudem zahlreiche Filme, die nicht in den KiX-Kanon gehören. Für den Kurzfilm Jacques Et Cornel erhielten Carsten Kauke und Jörg Ritter 2001 den Kulturpreis der Stadt Offenbach.

## KiX Neustart 2019
Im Oktober 2019 fanden sich die KiX-Künstler wieder zusammen. In einer großen Retrospektive-Ausstellung vom 11. bis zum 27. Oktober in Hanau wurde ein breites Spektrum an Arbeiten aus den 1990er Jahren gezeigt. Begleitet wurde die Ausstellung von einer Reihe von Veranstaltungen. Im Rahmen mehrerer Konzerte, Disco- und Film-Abende wurde das Spektrum an präsentierten Arbeiten früherer Jahre erweitert.
Anlässlich der Retrospektive erschien auch eine neue Ausgabe der KiX-Comics. Heft #30 enthält neue Arbeiten von Rautenberg, Ritter und den Gebrüdern Kauke. Die Künstler kündigten die Veröffentlichung weiterer Ausgaben an.

## KiX Künstler

### dÖz
Manutchehr Ghassemlou (* 1970 in Hanau) studierte Geschichte an der Johann Wolfgang Goethe-Universität in Frankfurt und Typografie, Illustration und konzeptionelle Gestaltung an der Hochschule für Gestaltung in Offenbach. Ghassemlou veröffentlichte unter dem Pseudonym FYM (Eigenschreibweise) Musik, die er selbst als „Hi-Tec-Lo-Fi Funk“ bezeichnet, auf verschiedenen nationalen und internationalen Labels wie Telegraph Records, 7th City oder Circus Company. Ghassemlou gründete 2001 mit Manfred „S-Max“ Koridass das Plattenlabel Boogizm, auf dem die beiden hauptsächlich eigene Produktionen, aber auch Werke anderer Musiker veröffentlichen. Unter dem Pseudonym Eloy ist Ghassemlou Teil des Electro-Duos Gora & Eloy. 2005 gründete er die Grafik- und Werbeagentur Dreimorgen, die ihren Sitz in Frankfurt hat. Zu seinen Auftraggebern zählten unter anderem das ZDF, Adidas und die Hertie-Stiftung. Er ist Dozent für Komposition und Gestaltung an der Academy of Visual Arts in Frankfurt. Er leitet Workshops für die Stiftung Deutsches Design Museum. Ghassemlou ist Vater eines Kindes und lebt in Offenbach.

### herrjoergritter
Jörg Ritter (* 1967 in Hanau) studierte Kommunikation und Film an der Hochschule für Gestaltung in Offenbach. Er betrieb bis 2016 Herrjoergritters Zeichenblog auf dem er Cartoons und Comics veröffentlichte. Neben sporadischen Veröffentlichungen im Satiremagazin Eulenspiegel ist er regelmäßiger Autor und Illustrator des satirisch-lakonischen Hamburger Film- und Kinomagazins Kinemalismus. Seit 1998 bestreitet er beim Frankfurter Lokalsenders Radio X die monatliche Sendung Seepferdefahrgaesteradioshow als DJ, Moderator, Livemusiker und improvisativ-neodadaistischer Performer. Auch als Sprecher der Peak Show, Co-Moderator und DJ verschiedener weiterer Sendungen und Komponist und Produzent diverser Radio X bezogener Jingles tritt er in Erscheinung. Darüber hinaus zeichnet er regelmäßig die Radio X Toons für das vierteljährlich erscheinende Radio X Programmheft. Neben herrjoergritter verwendet er weitere Pseudonyme, so etwa 7000 Arschgeigen – seine „Ein-Mann-Elektropunkband“ – Maurice Jaques oder Sumpf Johnson, unter denen er diverse Soloprojekte im Selbstverlag veröffentlicht. Darüber hinaus ist er in verschiedene Musikprojekte wie Superstolk oder Gabberment mit Michael Laven involviert. Seit 1996 ist Ritter als Visual-Artist und VJ aktiv. Von 2002 bis 2006 installierte und mixte Ritter seine Visuals regelmäßig in dem Offenbacher Techno-Club Robert Johnson. Er war von 2002 bis 2016 Mitglied der Künstlergruppe Eyetrap, die zwischen 2002 und 2018 über 400 unterschiedlichste Veranstaltungen mit Lichtinstallationen und visuellen Kunstwerken begleiteten. Neben seinem künstlerischen Engagement arbeitet Ritter unter anderem als Freelancer in den Bereichen Multimedia Design, 2D-Animation, Illustrator und Sprecher. Er ist auch als Dozent an der Hochschule für Gestaltung in Offenbach tätig. 2007 erhielt er einen Lehrauftrag für Digital Storytelling an der Universität Paderborn. Ritter lebt in Offenbach.

### Raul C.O. Kauke
Carsten Kauke (* 1970 in Frankfurt am Main) studierte Grafikdesign an der Hochschule für Gestaltung in Offenbach. Von 1989 bis 2001 erstellten er und sein Bruder Torsten das Fanzine Der Innere Schweinehund. Er veröffentlichte im Selbstverlag zahlreiche Comics, sowie mehrere Romane und Sammlungen von Kurzgeschichten, so beispielsweise Rubosch und Schalk (2005), Die letzten Kapitel aus fünf Romanen (1996) oder Gute Nacht Geschichten (1996). Er produziert Kurzfilme nach selbstverfassten Drehbüchern, bei denen er auch Regie führt. Die anderen KiX-Künstler wirken häufig als Schauspieler mit. Ebenso fungieren sie zuweilen als Synchronsprecher für Raul C. O. Kaukes Video Theatre. Das Video Theatre ist eine Serie von Kurzfilmen, die Kauke mit Fingerpuppen dreht. Am 4. Dezember 2012 erschien die erste von bisher 138 Folgen (Stand: Mai 2019). Seit 2003 arbeitet er als Grafikdesigner und erledigte verschiedene Regie- und Multimedia-Arbeiten für Auftraggeber wie das Theater am Turm Frankfurt, Nintendo, Porsche und andere. Er gestaltete verschiedene Musikvideos für Bands wie die Boxhamsters oder das Label Boogizm. Kauke lebt mit Frau und zwei Kindern in Nidderau.

### Rautie
Michael Rautenberg (* 1968 in Hanau) absolvierte eine Ausbildung zum Werbegrafiker. Er veröffentlichte eine Vielzahl an Comics und Illustrationen. Sein Album Heinz und Pifie: Nanu-Ragout aus Dosen wurde beim Comic Salon Erlangen 2000 mit dem ICOM Independent Comic Preis als bester Comic ausgezeichnet. Er produziert auch Gemälde, die er meist in Acryl auf Leinwand anfertigt und die regelmäßig auf Ausstellungen gezeigt werden, so 1999 im Hessischen Puppenmuseum und 2013 im Weserburg Museum für moderne Kunst in Bremen. Er gestaltete Plattencover und Videoclips für Bands wie die Boxhamsters, Reverend Schulzz oder Jonny Hates Rock. Für die Firma Mücke Spiele illustrierte er mehrere Spiele. Im Auftrag verschiedener öffentlicher und privater Träger erstellt Rautenberg Werbematerialien, Fassaden- und Fahrzeugbemalungen. Er bietet verschiedene Comic- und Kunstworkshops an. Über die Jahre fanden diese bei der Volkshochschule Hanau, dem Jugendbildungswerk Hanau, der Stadtbücherei Hanau und anderen öffentlichen Einrichtungen statt. Rautenberg lebt mit Frau und zwei Söhnen in Hanau.

### tvuzk
Torsten Kauke (* 1967 in Seeheim-Jugenheim), der seinen Namen häufig auch Torstn Kauke schreibt, studierte Germanistik an der Johann Wolfgang Goethe-Universität in Frankfurt und Visuelle Kommunikation an der Hochschule für Gestaltung in Offenbach. Ab 1989 gab Kauke das Fanzine Der innere Schweinehund heraus, das er bis 2001 mit seinem Bruder Carsten erstellte. Es erschienen 38 Ausgaben im Selbstverlag sowie der Sammelband Das innere Schweinehund Hundbuch, den der Dreieck Verlag 1996 veröffentlichte. In den neunziger Jahren führte Kauke auch das Tape-Label Schweinehund Tapes, das insgesamt 50 Tapes veröffentlichte. Kauke ist der Betreiber des Musik-Labels Unpop Media, das seit 2007 ausschließlich Musikprojekte, an denen er beteiligt ist, veröffentlicht. Unpop Media ist auch der Name eines Blogs, auf dem er nicht nur sein eigenes Werk, sondern darüber hinaus auch die Geschichte der Punk- und Independent-Kultur im Rhein-Main-Gebiet dokumentiert und archiviert. Kauke ist in verschiedenen langjährigen Musikprojekten aktiv. Neben Superstolk sind dies unter anderem das Electro-Duo tb or not tb mit seiner Frau Bea Dietz und das Improvisationsprojekt Materialeinschüchterung mit dem Offenbacher Musiker Oliver Kaib. Er komponiert auch Soundtracks und Klanglandschaften für Kurzfilme, Performances und Bühnenpräsentationen zahlreicher befreundeter Künstler, so beispielsweise die Theatergruppe Kortmann & Konsorten in Frankfurt. Mit Georg Klein ist Kauke seit 2009 Betreiber des Waggon am Kulturgleis in Offenbach, einem von einem Verein getragenen Veranstaltungslokal, das 2016 mit dem Kulturpreis der Stadt Offenbach ausgezeichnet wurde. Kauke lebt mit Frau und einem Kind in Offenbach.

## Veröffentlichungen

### Comics
- 1990–1995 KiX #0–29 (Eigenverlag Rautenberg und Kauke, Hanau; ab #10 KiX Multimedia, Hanau.)
- 1992 KiX Sonderband #1 (KiX Multimedia, Hanau.)
- 1992 KiX Sonderheft (KCreative, Fürth.)
- 1992 KiX Exxtra (KiX Multimedia, Hanau.)
- 1992 Insekt (KiX Multimedia, Hanau.)
- 1993 Das Euter #1 (KiX Multimedia, Hanau.)
- 1997 KiX präsentiert: Oje!. (Eigenverlag Rautenberg, Hanau.)
- 1997 KiX Extra #1–4 (Eigenverlag Carsten Kauke, Frankfurt.)
- 1997–2002 KiX Minni #1–208 (Eigenverlag Carsten Kauke, Frankfurt.)
- 2019 KiX #30 (KiX Verlag, Offenbach, ISBN 978-3-948452-01-8)
- 2020 KiX #31 (KiX Verlag, Offenbach, ISBN 978-3-948452-02-5)
- 2021 KiX #32 (KiX Verlag, Offenbach, ISBN 978-3-948452-03-2)
- 2022 KiX #33 (KiX Verlag, Hanau, ISBN 978-3-948452-04-9)
- 2022 Panel SideKiX Edition. (KiX-Verlag, Hanau, ISBN 978-3-948452-90-2)
- 2023 KiX #34 (KiX Verlag, Hanau, ISBN 978-3-948452-05-6)
- 2025 KiX #35 (KiX Verlag, Hanau, ISBN 978-3-948452-06-3)

Einzelveröffentlichungen
dÖz
- 1993 Aufstieg und Niedergang der Stute Jan (KiX Multimedia, Hanau.)
- 1993 Die Lebendfalle (KiX Multimedia, Hanau.)
- 1993 Loch (KiX Multimedia, Hanau.)

herrjoergritter
- 1996 Nihilisten Lisl #1 (KiX Multimedia, Hanau.)
- 1996 Nihilisten Lisl #2 (KiX Multimedia, Hanau.)
- 1996 Nihilisten Lisl #3 (KiX Multimedia, Hanau.)
- 1997 Nihilisten Lisl #4 (KiX Multimedia, Hanau.)
- 1997 Nihilisten Lisl #5 (KiX Multimedia, Hanau.)

Raul C.O. Kauke
- 1992 Die kleine Hexe #1 (KiX Multimedia, Hanau.)
- 1992 Die kleine Hexe #2 (KiX Multimedia, Hanau.)
- 1993 Die kleine Hexe #3 (KiX Multimedia, Hanau.)
- 1993 Die kleine Hexe #4 (KiX Multimedia, Hanau.)
- 1994 Die kleine Hexe #5 (KiX Multimedia, Hanau.)
- 1995 Die kleine Hexe #6 (KiX Multimedia, Hanau.)
- 1996 Die kleine Hexe #7 (KiX Multimedia, Hanau.)

Rautie
- 1993 Kix Book #1: Der Trip (KiX Multimedia, Hanau.)
- 1993 Kix Book #2: Lolipop (KiX Multimedia, Hanau.)
- 1993 Kix Book #3: Vielleicht, vielleicht auch nicht (KiX Multimedia, Hanau.)
- 1993 Kix Book #4: Oh, Du Fröhlicher (KiX Multimedia, Hanau.)
- 1995 Kix Book #5: Hitzerausch (KiX Multimedia, Hanau.)
- 1998 Kix Book #6: Das Zugabteil (KiX Multimedia, Hanau.)
- 1998 Kix Book #7: Das Eishaus (KiX Multimedia, Hanau.)
- 1998 Kix Book #8: Ich hatte Recht (KiX Multimedia, Hanau.)
- 1999 Kix Book #9: Die Fliege (KiX Multimedia, Hanau.)
- 2000 Kix Book #10: Die Laterne (KiX Multimedia, Hanau.)
- 2020 Geballter Stuss. (KiX Verlag, Offenbach, ISBN 978-3-948452-70-4.)
- 2022 Die Gedanken – Gedankenblasen. (KiX Verlag, Hanau, ISBN 978-3-948452-72-8.)
- The Best Of Rautie. KiX Verlag, Hanau 2024, ISBN 978-3-948452-74-2.

tvuzk
- 1994 Fromme Bildgeschichten (KiX Multimedia, Hanau.)
- 1994 Unkopf (KiX Multimedia, Hanau.)
- 1996 Stuzzi Cadenti (KiX Multimedia, Hanau.)
- 1996 Stuzzi Cadenti Limitierte Sonderausgabe (KiX Multimedia, Hanau.)

Rautie und Raul C.O. Kauke
- 1998 Willy the Kid: Episoden 01-17. (Carsten Kauke Selbstverlag, Frankfurt, KIX Mini Nr. 68.)
- 1998 Willy the Kid: Episoden 18-33. (Carsten Kauke Selbstverlag, Frankfurt, KIX Mini Nr. 78.)
- 2004 Willy the Kid #1/04: Schnapsideen. (Carsten Kauke Selbstverlag, Frankfurt.)
- 2004 Willy the Kid #2/04: Exklusiv Expulsiv! (Carsten Kauke Selbstverlag, Frankfurt.)
- 2004 Willy the Kid #3//04: Niederschläge. (Carsten Kauke Selbstverlag, Frankfurt.)
- 2004 Willy the Kid #4/04: 3x Schwarzer Kater. (Carsten Kauke Selbstverlag, Frankfurt.)
- 2010 Willy the Kid: Wissenslücken und Eselsbrücken. (Edition Panel, Bremen, ISBN 978-3-935146-12-8.)
- 2010 Familie Rappelrübe #1: Riesenrübe (Panel Pti Edition, Bremen 2010, ISBN 978-3-935146-82-1)
- 2015 Willy the Kid: Absturz vorprogrammiert. (Ventil Verlag, Mainz, ISBN 978-3-95575-033-6.)
- 2018 Willy the Kid #25: Alles im grünen Bereich. (Panel Pti Edition, Bremen, ISBN 978-3-935146-93-7.)
- 2019 Willy the Kid #24: Erste Hilfe Zweiter Versuch. (Panel Pti Edition, Bremen, ISBN 978-3-935146-96-8.)
- 2019 Willy the Kid #26: Der will nur spielen (KiX Verlag, Offenbach, ISBN 978-3-948452-21-6)
- 2020 Familie Rappelrübe: Die Alte Mühle und weitere Geschichten. (KiX Verlag, Offenbach, ISBN 978-3-948452-69-8)
- 2021 Willy the Kid #27: In Virus Veritas. (KiX Verlag, Hanau, ISBN 978-3-948452-22-3)
- 2022 Die Willy the Kid Box. (KiX Verlag, Hanau.) Limitierte Kassette inklusive der Hefte Nr. 24-27, Originalzeichnung, signierter Druckgrafik.

### Musik
- 1992 Insekt Compilation. 7″-EP (KiX Multimedia, Hanau.) Beilage zum gleichnamigen Comic-Album.

Fishkicks
- 1991 Fantape (Schweinehundtapes, Tape)
- 1991 Sommer 19/90 (Schweinehundtapes, Tape)
- 1992 Rot (Bad Moon Records, 7″-EP)
- 1996 Fischtritts (Schweinehundtapes, Tape)

Holly Golightly
- 1992 Happy. 7″-EP (KiX Multimedia, Hanau.)
- 1994 Flowerbed. Tape (Schweinehund Tapes, Hanau.)

Kaktuxxe
- 1990 Das Kacktusse-Archiv Volume 1, 1988-1990 (Kaktuxxe Selbstverlag, Tape)
- 1991 Das Kacktusse-Archiv Volume 2, 1990-1991 (Kaktuxxe Selbstverlag, Tape)
- 1991 Kacktusse (Schweinehundtapes, Tape)
- 1991 Fight the Nazi-Baby (Bad Moon Records, 7″-EP)
- 1991 Les Aventures De Mme. Butterfly (Kaktuxxe Selbstverlag, Tape)
- 1992 Fight the Nazi Baby (Schweinehundtapes, Tape)
- 1992 Chicalagazelle (Lalabuh Records, CD)
- 1992 Waitingwewilldie (Schweinehundtapes, Tape)
- 1994 Moo Moo – it's just the Cow (Schweinehundtapes, Tape)
- 1999 Kaktuxxe Volume 1 1990 - 1992 (KiX Multimedia, CD)
- 1999 Kaktuxxe Volume 2 1992 - 1995 (KiX Multimedia, CD)
- 2013 Chicalagazelle - 20th Anniversary Edition (Unpop Media, 5-CD-Set)

Superstolk
- 1995 Ansonsten Schrank. Tape (Schweinehund Tapes, Hanau.)
- 1998 Was kostet die Welt? 7″-EP (Knorz Records, Siegen.)
- 1999 Jedermann sein eigner Schrank. CD (Unpop Media, Offenbach.)
- 2006 Spektakelzeit. CD EP (Unpop Media, Offenbach.)
- 2007 LoFi Discothek. 7″-EP (Unpop Media, Offenbach.)
- 2007 Es geht nichts verloren, es geht nichts vorbei... CD (Unpop Media, Offenbach.)
- 2010 Froiedich's Kristkind. Digital EP (Unpop Media, Offenbach.)
- 2010 Superstolk aus Offenbach. CD (Unpop Media, Offenbach.)
- 2012 Rhythmanalysis? Rhythmsynthesis! Digital EP (Unpop Media, Offenbach.)
- 2012 Ohne Finanzen keine Krise. CD (Unpop Media, Offenbach.)
- 2012 Ohne Finanzen keine Krise Extended. CD-Box (Unpop Media, Offenbach.)
- 2012 Kassel. Digital EP (Unpop Media, Offenbach.)
- 2014 Super war Super. 12″-EP (Rustikal Records)
- 2014 Super war Super Tour. CD (Unpop Media, Offenbach.)
- 2016 Ansonsten Schrank Extended. Tape (Unpop Media, Offenbach.)
- 2016 Very Greatest Hits. CD (Unpop Media, Offenbach.)
- 2017 Dann und Wann (Live 2006-2016). Tape (Unpop Media, Offenbach.)

Torsten Kauke
- 2004 Torstn Kauke: Retrospekt Eins – Songs and Tracks 70–02. (KiX Multimedia, Hanau.)

### Filme
KiX Filme
- 1998 U.F.O. Buch und Regie: Raul C.O. Kauke; Darsteller: Rautie, tvuzk u. a.
- 2001 Tisch. Buch und Regie: Raul C.O. Kauke; Darsteller: Rautie, tvuzk, Nina Werth.
- 2001 Unsichtbar. Buch und Regie: Raul C.O. Kauke; Darsteller: Rautie, tvuzk, herrjoergritter, Nina Werth.
- 2001 Ständiges Rotieren. Buch und Regie: Raul C.O. Kauke; Animation: Raul C.O. Kauke.
- 2001 Unten und Oben. Buch und Regie: Raul C.O. Kauke; Animation: Raul C.O. Kauke, Sprecher: tvuzk, herrjoergritter, Nina Werth.
- 2002 Das Leben Teil 1–3. Buch und Regie: Raul C.O. Kauke; Darsteller: tvuzk, herrjoergritter, Nina Werth u. a.
- 2002 Das Sein Teil 1–2. Buch: Raul C.O. Kauke, tvuzk, herrjoergritter; Regie: Raul C.O. Kauke; Darsteller: tvuzk, herrjoergritter.
- 2003 Wer hat Angst vorm Schwarzen Mann? Teil 1–3. Buch und Regie: Raul C.O. Kauke; Darsteller: tvuzk, herrjoergritter, Nina Werth u. a.
- 2004 Die Frau Nachbarin im Kosmos. Buch und Regie: Raul C.O. Kauke; Illustration und Animation: Rautie.

Willy The Kid Filme
- 2005 Krankenwagen im Einsatz. Buch und Regie: Raul C.O. Kauke; Illustration und Animation: Rautie.
- 2005 Lösegeld. Buch und Regie: Raul C.O. Kauke; Illustration und Animation: Rautie.
- 2005 Level 14. Buch und Regie: Raul C.O. Kauke; Illustration und Animation: Rautie.

Sonstige
- 2009 Rolltreppe abwärts. Musikvideo. Musik: Superstolk; Illustration und Animation: Rautie.
- 2013 Der Mann, der Fisch und der Turm. Musikvideo. Musik: Raul C.O. Kauke; Illustration und Animation: Rautie.